# Gonzalo Mena Tortajada
Gonzalo Mena Tortajada, más conocido como Daja-Tarto (Cuenca, 10 de enero de 1904 - Madrid, 30 de octubre de 1988) fue un faquir, artista de circo, actor y torero español, y una de las atracciones de la programación del Circo Price durante el siglo XX.

## Trayectoria
Hijo de Saturnina y Jesús y con cuatro hermanos. A los 10 años se trasladó con su familia a Madrid por motivos de trabajo de su padre. Desde pequeño demostró interés por el espectáculo, se empeñó en ser torero y como su padre no estaba de acuerdo, lo ingresó en una correccional para que desistiera de su deseo.
Fugándose dos años después para buscar fortuna trabajando de botones en el Hotel Ritz, en sus ratos libres buscaba su oportunidad como novillero en plazas de cuarta categoría. En una de tantas fue a Talavera con unos amigos a ver torear a Joselito el Gallo coincidiendo con la trágica corrida de toros, este hecho provocó que perdiera el tren de regreso y su trabajo.
Ante esta situación decidió marcharse llegando a Barcelona enrolándose en un barco como pinche acabando en Melilla, allí enfermó lo que le salvó de verse envuelto en los trágicos sucesos del Desastre de Annual, regresando más tarde a Madrid retomando de nuevo su afición a los toros, siendo contratado como novillero sin mucho éxito.
A comienzos de junio de 1938, en plena de la guerra civil, subió al escenario del Teatro Robledo en la calle Corrida de Gijón, como el prodigioso faquir Daja-Tarto.
Al acabar la guerra actuó en el itinerante Circo Imperial en tanto se terminaba la reconstrucción del bombardeado Circo Price, escenario que fue de sus éxitos más clamorosos. En pleno éxito, marchó a tierras portuguesas con un nuevo espectáculo como faquir junto a su mujer Dionisia y las Tinokas Sisters, sus dos hijas, que se dedicaban a la doma de gatos.

## Obra

### Filmografía
- 1956 - Un traje blanco, drama biográfico dirigido por Rafael Gil.[4]
- 1958 - El sol sale todos los días, comedia dirigida por Antonio del Amo.[5]
- 1965 - La muerte viaja demasiado, título original Umorismo in nero, comedia dirigida por José María Forqué.[6]
- 1963 - La pandilla de los once, comedia dirigida por Pedro Lazaga.[7]

### Narrativa
- 1990 - La insólita vida del fakir Daja-Tarto contada por él mismo. Editorial Colón Icaria. ISBN 9788487566011.[8]

## Premios y reconocimientos
Con motivo del cincuenta aniversario de la demolición del Price de Plaza del Rey en 1970, el Circo Price de Ronda de Atocha presentó, del 14 de octubre al 1 de noviembre de 2020, el espectáculo Mil Novecientos Setenta Sombreros, un montaje de circo y teatro con la dramaturgia de Aránzazu Riosalido y Pepe Viyuela, bajo la dirección de Hernán Gené, en el que entre otros personajes del circo español del siglo XX, apareció Daja-Tarto, representado por el actor Miguel Uribe. Actuaron también la trapecista Zenaida Alcalde, la actriz Marta Larralde, el ventrílocuo Jaime Figueroa y el actor Juanjo Cucalón.